# Лодев

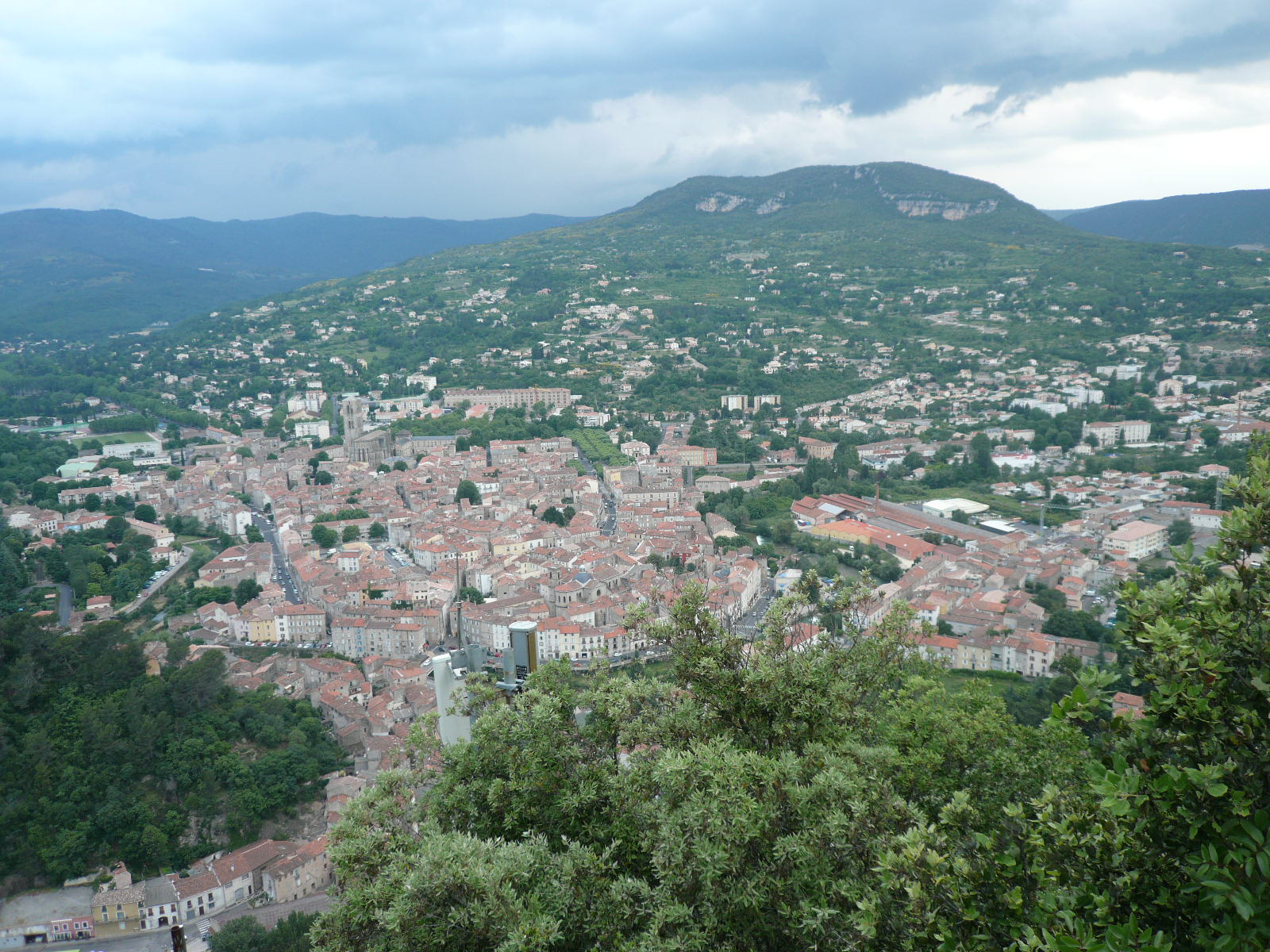
Общий вид Лодева

Лодев (Lodève, из галльск. Luteva — «топкий») —
старинный город и коммуна региона Окситания департамента Эро во Франции.
Находится в холмистой местности в 54 км от Монпелье. В древности был главным городом галльского племени лутеванов и получил от римлян название Luteva (при Нероне — Forum Neronis). В Средние века через графство Лодев проходила дорога св. Иакова на Сантьяго. Собор в готическом стиле (XIII век), музей Флёри. Фабрика ковров и гобеленов, основанная по инициативе Людовика XIV. Население около 6900 жителей (1999).

## Персоналии
- Поз, Жан (1576—1651) — французский писатель.
- Орик, Жорж (1899—1983) — французский композитор.